# ان‌جی‌سی ۴۶۷

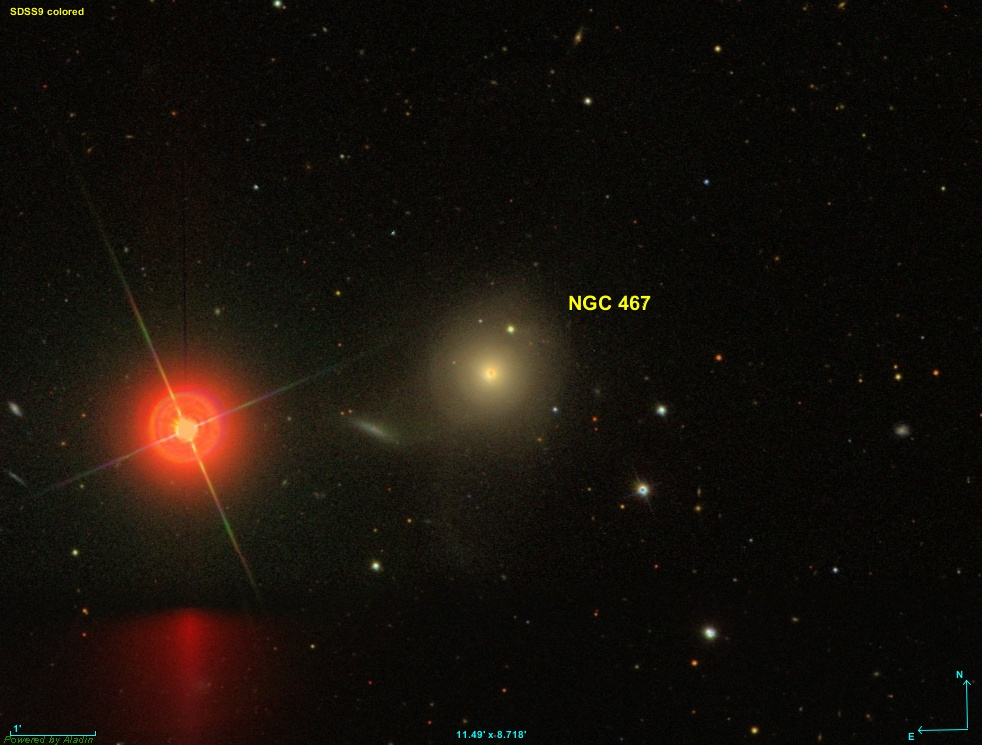
نمایی از کهکشان ان‌جی‌سی ۴۶۷ در منظومهٔ خورشیدی – ۲۰۱۵

ان‌جی‌سی ۴۶۷ (انگلیسی: NGC 467) نام یک کهکشان است.